# Carlowrightia neesiana
Carlowrightia neesiana là một loài thực vật có hoa trong họ Ô rô. Loài này được (Schauer ex Nees) T.F.Daniel mô tả khoa học đầu tiên năm 1988.